# Брузимпјано
Брузимпјано (итал. Brusimpiano) је насеље у Италији у округу Варезе, региону Ломбардија.
Према процени из 2011. у насељу је живело 956 становника. Насеље се налази на надморској висини од 297 м.

## Становништво
| 1936. | 1951. | 1961. | 1971. | 1981. | 1991. | 2001. | 2011. |
| ----- | ----- | ----- | ----- | ----- | ----- | ----- | ----- |
| 646   | 677   | 705   | 919   | 956   | 997   | 1.086 | 1.208 |